# Jagera (tribu)
Los Jagera, Jagara, Yagara o Yuggera son una tribu de aborígenes australianos que habitaban la región sudoeste de la ciudad de Brisbane (sin incluir a Ipswich) antes de la colonización europea de Australia.  Gran parte de su territorio se superpone con la de su tribu vecina Turrbal. Neville Bonner, perteneciente a esta tribu, fue el primer indígena australiano que llegó a ser miembro del Parlamento de Australia como senador.
Las tres tribus del grupo lingüístico Jagera se extendían desde bahía de Moreton hasta el río Bremer y Lockyer Creek. Los Noonucal estaban en el área de Pulan (Amity Pt), los Gorenpul estaban en el área de Moongalba (Dunwich) y los Koobenpul vivían en la franja costera continental, extendiéndose desde Talwarrapin (Redland Bay) a la desembocadura del Mairwar (Río Brisbane).